# بحيرة راكيت

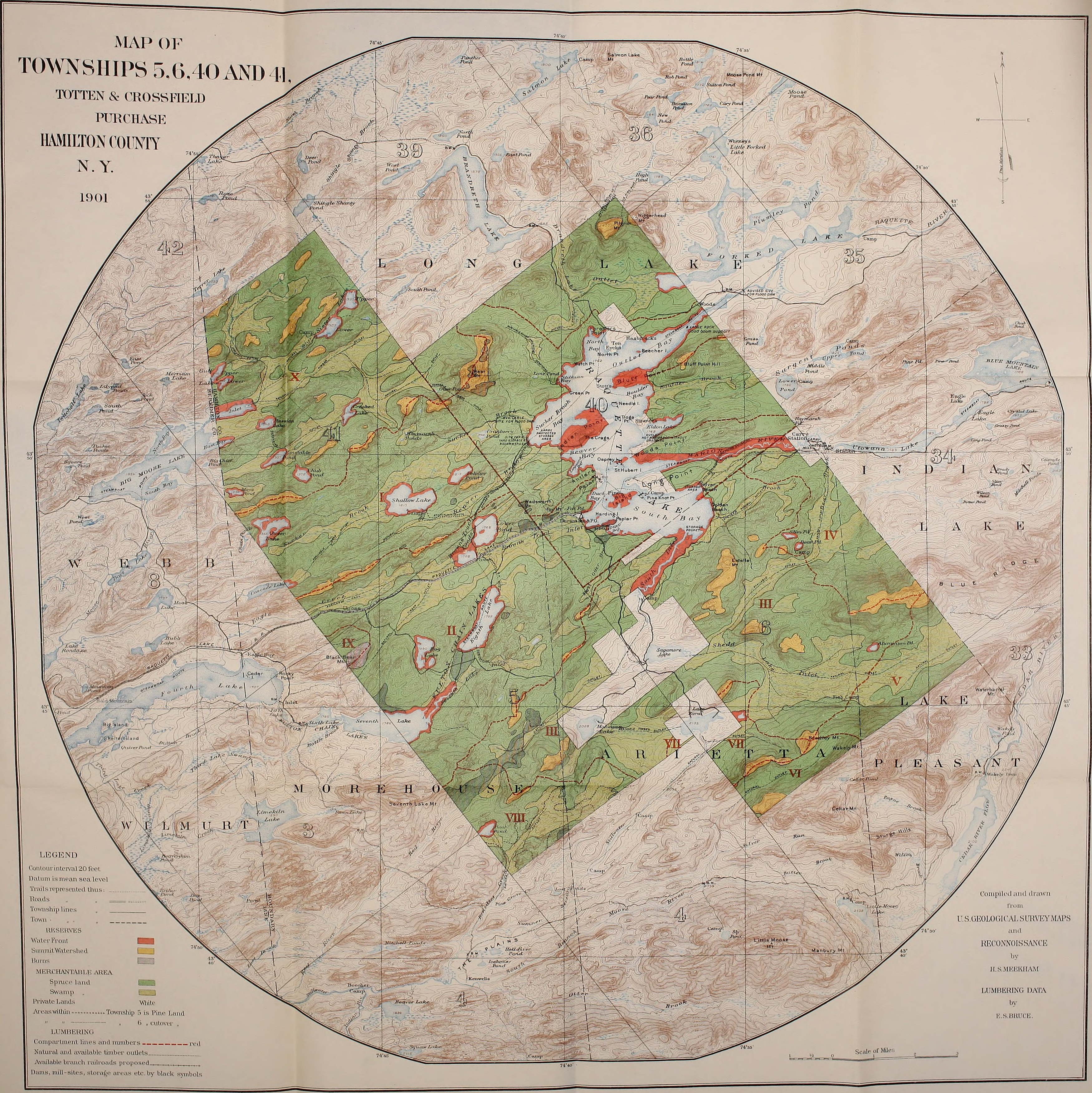
خريطة بحيرة راكيت والجوار

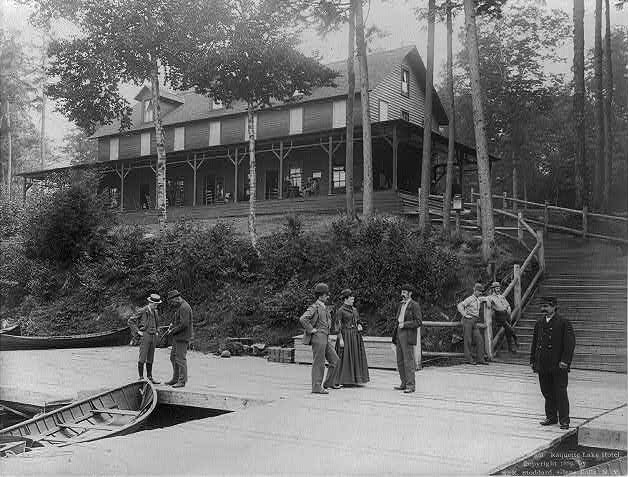
فندق بحيرة راكيت سينيكا راي ستودارد (1889)

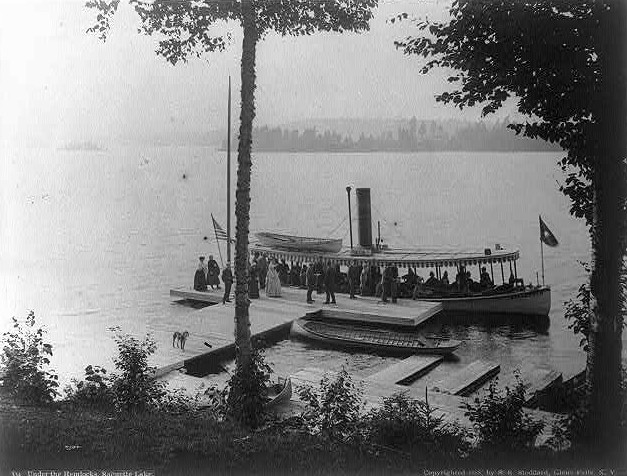
البواخر الصغيره تجلب الضيوف من الجبل الأزرق بحيرة عبر إكفورد سلسلة من البحيرات و ماريون نهر تحمل.
"تحت الشوكران" - بحيرة راكيت, 1888, S R ستودارد

بحيرة راكيت، هي من مصدر من نهر راكيت في جبال آديرونداك من ولاية نيويورك. بالقرب من بحيرة راكيت، نيويورك. تحتوي البحيرة على 99 ميل (159 كـم) من الشاطئ مع أشجار الصنوبر والجبال المطلة على البحيرة. بحيرة لونغ وارييتا هما بلدتان تقعان في بحيرة طويلة، معا في مقاطعة هاميلتون.
بحيرة راكيت لها شعبية خاصة في فصل الصيف بسبب مشهد، الحياة البرية، ركوب الزوارق ورياضة المشي لمسافات طويلة. هناك العديد من المخيمات الصيفية للأطفال، بما في ذلك مخيم بحيرة راكيت للأولاد ومخيم بحيرة راكيت للفتيات. في فصل الشتاء تتساقط الثلوج بشكل كبير يجعل من المنطقة شعبية للتزلج على الجليد، والتزلج عبر البلاد، بالأحذية. البحيرة هي أيضا جزء من 740 كيلومتر شمال الغابات الزورق دربالذي يبدأ في اولد فورج، نيويورك وينتهي في فورت كينت لي.

## التاريخ
أصل الاسم غير مؤكد. بيان واحد هو أنه كان اسمه أحذية التزلج (راكيت في الفرنسية) غادر من قبل حزب المحافظين بقيادة السير جون جونسون في عام 1776. السفر عن طريق حذاء الثلوج، تم تجاوزهم من قبل الذوبان الربيعي للجليد عندما وصلوا إلى البحيرة. تركوا أحذية الثلج على الشاطئ.
تطورت بحيرة راكيت إلى واحدة من أكثر عطلات الصيف المرموقة للهجرة في القرن 19. في عام 1877 بدأ وليام غرب ديورانت العمل على ما سيصبح الأول من «مخيمات كبيرة،» عقد الصنوبر. ومن بين المنازل الصيفيه الأخرى في «أسلوب المخيمات العظيمة الأخرى» على بحيرة راكيت تشمل شمال النقطة (1870 المباني محلها لوسي كارنيجي في عام 1903), صدى مخيم (1883) وخدعة نقطة (1876).
كانت بحيرة راكيت بمثابة نقطة الوسط لمعتكفات أخرى في العصر الغالي مثل المعسكرات العظمى ساغمور (1897; الآن معلم تالريخي وطني), معسكر اونكاس (1890; أصبح معلما تاريخيا وطنيا في خريف عام 2008)، كامب قتل كاري (1896) في البحيرات القريبة من ساجامور، ميجان، والكورا، على التوالي. ساغامور مفتوح للجمهور جولات في غير أشهر الشتاء أيضا باعتبارها منشأة تعليمية.

## خدعة نقطة ويليام ديورانت الغربية
لا يزال نقطة الجرف (بولف بوينت)مخيماً خاصاً ويدير كما كان عليه منذ أكثر من 100 عام. تم بناؤه من قبل فرانسيس ستوت من ستوتفيل، نيويورك، بناء على اقتراح من الدكتور توماس، ديورانت.وكان ديورانت وعائلة السيدة ستوت لفترة وجيزة من العمل معا ديورانت، اثروب & ديورانت. في ألباني ، نيويوركخلال 1840s. عندما خدعة نقطة بيعت مجلة الناشر روبرت كولير في عام 1905، معظم الهياكل الأصلية تم تعديلها وتوسيعها إلى المجموعة الحالية من المباني - المقود الضخم، البولينغ، والجسر إلى شرفة المراقبة، إلخ.

## عقدة الصنبور وويليام ويست ديورانت
تم تصميم عقدة الصنبور، وأونكاس وساغمور، تم تصميمها باستخدام المواد الطبيعية الأصلية للأديرونداكس من قبل ويليام ويست ديورانت ابن توماس سي ديورانت. وكان كبير ديورانت الأكثر شهرة لبناء النصف الشرقي من السكك الحديدية العابرة للقارات. أول هذه المعسكرات العظيمة كان معسكر عقدة الصنبور، بدأ توماس والاستيلاء عليها من قبل ويليام في عام 1879. وقد استمر البناء خلال عام 1890. تم استخدام هذا المعسكر الفني من قبل دبليو دبليو دورانت. كعرض، كما انه قام بتزيين وتناول الطعام على السكك الحديدية، وبيعها على فكرة بناءه معسكر لكل منهم.
في عام 1895 باع دبليو.دبليو.دورانت المخيم كوليس بي هانتينغتون (باني النصف الغربي من السكك الحديدية العابرة للقارات) في سداد جزء من الديون. في عام 1949 آرتشر هنتنغتون أعطى معسكر سوني كورتلاند، لاستخدامها في التعليم أبدا أن يتم تسليمها إلى الدولة. في عام 1938، قدمت الأسرة الأرض إلى كنيسة بحيرة راكيت في قرية بمبلغ 1 دولار.
كما قدم وليام وست ديورانت التمويل لكنيستين على بحيرة راكيت لا يمكن الوصول إليها إلا عن طريق المياه. في كنيسة الراعي الصالح (1880) وسانت ويليام الكنيسة الكاثوليكية على نقطة (1890) كان كل من تصميم جي كليفلاند كادي من كيدى بيرغ &amp; سيفي مدينة نيويورك.